# Later Stone Age
Das Later Stone Age oder Late Stone Age (kurz: LSA) ist eine Epoche der subsaharischen Urgeschichte Afrikas, die auf das Early Stone Age und Middle Stone Age folgt und durch die Technologie der Steinwerkzeuge definiert ist. Der Terminus wurde erstmals von Astley John Hilary Goodwin und C. van Riet Lowe in ihrem Buch The Stone Age Cultures of South Africa (1929) für Südafrika eingeführt. Auch in der deutschsprachigen Paläolithforschung werden die Begriffe ohne Übersetzung verwendet, was vor allem mit der von Europa abweichenden zeitlichen Gliederung zusammenhängt.
Das Later Stone Age beginnt etwa 50.000 v. Chr. und damit etwas früher als das Jungpaläolithikum Europas. Das LSA ist dadurch gekennzeichnet, dass sich eine weit größere Vielfalt an Steinwerkzeugen findet als in der vorausgehenden Epoche. Außerdem werden in Fundplätzen des LSA relativ viele Knochenwerkzeuge gefunden.
Das Ende des LSA (im engeren Sinne) hat – wie in Europa – eine ungefähre zeitliche Entsprechung mit dem Ende des Pleistozäns. Inventare des späten LSA werden als „Albany-Industrie“ (ca. 12.000-9.000 BP) bezeichnet. Darüber folgen ebenfalls über Steingeräte definierte „Wilton-Inventare“ (ca. 9.000-2.000 BP), die in das Holozän gestellt werden und aufgrund ihres mikrolithischen Charakters dem europäischen Mesolithikum ähneln. Der Terminus late Later Stone Age hat sich dafür nicht durchgesetzt, da aufgrund eines Symposiums von 1967 vorgeschlagen wurde, vorzugsweise von lithischen Industrien zu sprechen.